# II liga polska w piłce nożnej (1978/1979)
II liga 1978/1979 – 31. edycja rozgrywek drugiego poziomu ligowego piłki nożnej mężczyzn w Polsce. Wzięły w nich udział 32 drużyny, grając w dwóch grupach systemem kołowym. Sezon ligowy rozpoczął się w lipcu 1978, ostatnie mecze rozegrano w czerwcu 1979.
| Poziomy rozgrywkowe w sezonie 1978/1979 | Poziomy rozgrywkowe w sezonie 1978/1979 | Poziomy rozgrywkowe w sezonie 1978/1979 |
| Rozgrywki                               | P                                       | Nazwa                                   |
| --------------------------------------- | --------------------------------------- | --------------------------------------- |
| Centralne                               | I                                       | I liga                                  |
| Centralne                               | II                                      | II liga (2 grupy)                       |
| Makroregionalne                         | III                                     | III Liga (8 grup)                       |
| Okręgowe (49 okręgów)                   | IV                                      | Liga okręgowa                           |
| Okręgowe (49 okręgów)                   | V                                       | A klasa                                 |
| Okręgowe (49 okręgów)                   | VI                                      | B klasa                                 |

## Drużyny
Przed sezonem 1978/1979 dokonano zmian w nazewnictwie grup i sposobie przydzielania do nich drużyn. W miejsce grup południowej i północnej powstały grupy I i II. Podziału drużyn dokonano według kryterium wschód-zachód, zależnie od ich lokalizacji.

### Grupa I
| Uczestnicy poprzedniej edycji | Uczestnicy poprzedniej edycji |
| ----------------------------- | ----------------------------- |
| grupa południowa              |                               |
| Górnik Wałbrzych              | 2                             |
| ROW Rybnik                    | 5                             |
| Małapanew Ozimek              | 7                             |
| Piast Gliwice                 | 9                             |
| Moto Jelcz Oława              | 10                            |

| Uczestnicy poprzedniej edycji | Uczestnicy poprzedniej edycji |
| ----------------------------- | ----------------------------- |
| grupa północna                |                               |
| Lechia Gdańsk                 | 2                             |
| Bałtyk Gdynia                 | 3                             |
| Zagłębie Wałbrzych            | 4                             |
| Warta Poznań                  | 8                             |
| Stoczniowiec Gdańsk           | 9                             |
| Gwardia Koszalin              | 10                            |
| Olimpia Poznań                | 11                            |

| Spadek z I ligi 1977/1978        | Spadek z I ligi 1977/1978 | Spadek z I ligi 1977/1978 | Spadek z I ligi 1977/1978 |
| -------------------------------- | ------------------------- | ------------------------- | ------------------------- |
| Zawisza Bydgoszcz                | 15                        |                           |                           |
| Awans z klasy międzywojewódzkiej |                           |                           |                           |
| grupa I                          |                           |                           |                           |
| Goplania Inowrocław              | 1                         |                           |                           |
| grupa VI                         |                           |                           |                           |
| Zagłębie Lubin                   | 1                         |                           |                           |
| grupa VII                        |                           |                           |                           |
| Stilon Gorzów Wielkopolski       | 1                         |                           |                           |

### Grupa II
| Uczestnicy poprzedniej edycji | Uczestnicy poprzedniej edycji |
| ----------------------------- | ----------------------------- |
| grupa południowa              |                               |
| GKS Tychy                     | 3                             |
| Resovia                       | 4                             |
| Star Starachowice             | 6                             |
| Siarka Tarnobrzeg             | 8                             |
| Stal Stalowa Wola             | 11                            |
| Wisłoka Dębica                | 12                            |

| grupa północna            |    |
| Radomiak Radom            | 5  |
| Motor Lublin              | 6  |
| Avia Świdnik              | 7  |
| Polonia Warszawa          | 12 |
| Spadek z I ligi 1977/1978 |    |
| Górnik Zabrze             | 16 |

| grupa II                       |   |
| RKS Ursus                      | 1 |
| grupa III                      |   |
| Błękitni Kielce                | 1 |
| grupa IV                       |   |
| Cracovia                       | 1 |
| grupa V                        |   |
| Raków Częstochowa              | 1 |
| grupa VIII                     |   |
| Concordia Piotrków Trybunalski | 1 |

## Rozgrywki
Uczestnicy obu grup rozegrali po 30 kolejek ligowych (razem 240 spotkań) w dwóch rundach: jesiennej i wiosennej. Mistrzowie grup uzyskali awans do I ligi, zaś do klasy międzywojewódzkiej spadły drużyny z miejsc 13–16.

### Grupa I – tabela
| Lp. | Drużyna                    | M  | Z  | R  | P  | Bramki | Bramki | Różn. | Pkt | Uwagi                              | Bezpośrednio            |
| --- | -------------------------- | -- | -- | -- | -- | ------ | ------ | ----- | --- | ---------------------------------- | ----------------------- |
| 1   | Zawisza Bydgoszcz (M) (A)  | 30 | 17 | 8  | 5  | 44     | 18     | +26   | 42  | Awans do I ligi                    | ZAW–BAŁ 1:1 BAŁ–ZAW 0:0 |
| 2   | Bałtyk Gdynia              | 30 | 18 | 6  | 6  | 40     | 19     | +21   | 42  |                                    | ZAW–BAŁ 1:1 BAŁ–ZAW 0:0 |
| 3   | Lechia Gdańsk              | 30 | 16 | 9  | 5  | 43     | 18     | +25   | 41  |                                    |                         |
| 4   | Zagłębie Wałbrzych         | 30 | 14 | 11 | 5  | 42     | 26     | +16   | 39  |                                    |                         |
| 5   | Małapanew Ozimek           | 30 | 13 | 8  | 9  | 44     | 36     | +8    | 34  |                                    |                         |
| 6   | Moto Jelcz Oława           | 30 | 11 | 9  | 10 | 31     | 31     | 0     | 31  |                                    |                         |
| 7   | ROW Rybnik                 | 30 | 11 | 8  | 11 | 33     | 25     | +8    | 30  |                                    |                         |
| 8   | Górnik Wałbrzych           | 30 | 11 | 6  | 13 | 33     | 29     | +4    | 28  | WAŁ–PIA 0:0 PIA–WAŁ 2:2            |                         |
| 9   | Piast Gliwice              | 30 | 9  | 10 | 11 | 30     | 36     | −6    | 28  | WAŁ–PIA 0:0 PIA–WAŁ 2:2            |                         |
| 10  | Stilon Gorzów Wielkopolski | 30 | 6  | 15 | 9  | 25     | 30     | −5    | 27  | GOR–GDA 0:0 GDA–GOR 0:2            |                         |
| 11  | Stoczniowiec Gdańsk        | 30 | 10 | 7  | 13 | 26     | 37     | −11   | 27  | GOR–GDA 0:0 GDA–GOR 0:2            |                         |
| 12  | Olimpia Poznań             | 30 | 8  | 10 | 12 | 20     | 39     | −19   | 26  |                                    |                         |
| 13  | Warta Poznań (S)           | 30 | 11 | 2  | 17 | 30     | 40     | −10   | 24  | Spadek do klasy międzywojewódzkiej |                         |
| 14  | Zagłębie Lubin (S)         | 30 | 5  | 12 | 13 | 23     | 34     | −11   | 22  | Spadek do klasy międzywojewódzkiej | ZLU–GWK 0:0 GWK–ZLU 1:1 |
| 15  | Gwardia Koszalin (S)       | 30 | 6  | 10 | 14 | 22     | 43     | −21   | 22  | Spadek do klasy międzywojewódzkiej | ZLU–GWK 0:0 GWK–ZLU 1:1 |
| 16  | Goplania Inowrocław (S)    | 30 | 7  | 3  | 20 | 25     | 50     | −25   | 17  | Spadek do klasy międzywojewódzkiej |                         |

### Grupa II – tabela
| Lp. | Drużyna                        | M  | Z  | R  | P  | Bramki | Bramki | Różn. | Pkt | Uwagi                                                                              | Bezpośrednio |
| --- | ------------------------------ | -- | -- | -- | -- | ------ | ------ | ----- | --- | ---------------------------------------------------------------------------------- | ------------ |
| 1   | Górnik Zabrze (M) (A)          | 30 | 22 | 3  | 5  | 65     | 24     | +41   | 47  | Awans do I ligi                                                                    |              |
| 2   | Star Starachowice              | 30 | 14 | 6  | 10 | 49     | 45     | +4    | 34  |                                                                                    |              |
| 3   | GKS Tychy                      | 30 | 13 | 6  | 11 | 40     | 36     | +4    | 32  | GKS–CON 3:1 CON–GKS 2:2                                                            |              |
| 4   | Concordia Piotrków Trybunalski | 30 | 11 | 10 | 9  | 33     | 39     | −6    | 32  | GKS–CON 3:1 CON–GKS 2:2                                                            |              |
| 5   | RKS Ursus                      | 30 | 15 | 1  | 14 | 40     | 37     | +3    | 31  | URS: 10 pkt, 10–7 RAD: 9 pkt, 9–8 CRA: 9 pkt, 7–7 MOT: 8 pkt, 10–9 RES: 5 pkt, 3–8 |              |
| 6   | Radomiak Radom                 | 30 | 12 | 7  | 11 | 25     | 22     | +3    | 31  | URS: 10 pkt, 10–7 RAD: 9 pkt, 9–8 CRA: 9 pkt, 7–7 MOT: 8 pkt, 10–9 RES: 5 pkt, 3–8 |              |
| 7   | Cracovia                       | 30 | 12 | 7  | 11 | 33     | 32     | +1    | 31  | URS: 10 pkt, 10–7 RAD: 9 pkt, 9–8 CRA: 9 pkt, 7–7 MOT: 8 pkt, 10–9 RES: 5 pkt, 3–8 |              |
| 8   | Motor Lublin                   | 30 | 11 | 9  | 10 | 44     | 37     | +7    | 31  | URS: 10 pkt, 10–7 RAD: 9 pkt, 9–8 CRA: 9 pkt, 7–7 MOT: 8 pkt, 10–9 RES: 5 pkt, 3–8 |              |
| 9   | Resovia                        | 30 | 13 | 5  | 12 | 34     | 23     | +11   | 31  | URS: 10 pkt, 10–7 RAD: 9 pkt, 9–8 CRA: 9 pkt, 7–7 MOT: 8 pkt, 10–9 RES: 5 pkt, 3–8 |              |
| 10  | Raków Częstochowa              | 30 | 12 | 6  | 12 | 38     | 33     | +5    | 30  | RAK–STA 1:0 STA–RAK 1:0                                                            |              |
| 11  | Stal Stalowa Wola              | 30 | 12 | 6  | 12 | 29     | 29     | 0     | 30  | RAK–STA 1:0 STA–RAK 1:0                                                            |              |
| 12  | Avia Świdnik                   | 30 | 9  | 11 | 10 | 24     | 36     | −12   | 29  |                                                                                    |              |
| 13  | Siarka Tarnobrzeg (S)          | 30 | 11 | 6  | 13 | 29     | 43     | −14   | 28  | Spadek do klasy międzywojewódzkiej                                                 |              |
| 14  | Błękitni Kielce (S)            | 30 | 10 | 6  | 14 | 29     | 33     | −4    | 26  | Spadek do klasy międzywojewódzkiej                                                 |              |
| 15  | Wisłoka Dębica (S)             | 30 | 8  | 5  | 17 | 28     | 43     | −15   | 21  | Spadek do klasy międzywojewódzkiej                                                 |              |
| 16  | Polonia Warszawa (S)           | 30 | 4  | 8  | 18 | 25     | 53     | −28   | 16  | Spadek do klasy międzywojewódzkiej                                                 |              |